# Amsteldorp (Nieuwer-Amstel)
Amsteldorp was een buurtschap in de (voormalige) gemeente Nieuwer-Amstel, op het grondgebied van de huidige Rivierenbuurt, gelegen aan de Amsteldijk, ongeveer op de plaats waar nu de remise Lekstraat is.
Het bestond uit houten noodwoningen, gebouwd rond de Eerste Wereldoorlog. In de jaren twintig werd hier de Rivierenbuurt gebouwd en verdween de buurtschap.
Men verwarre dit Amsteldorp niet met het later gebouwde Amsteldorp bij het Amstelstation.